# Karaağaç, Bulancak
Karaağaç là một xã thuộc huyện Bulancak, tỉnh Giresun, Thổ Nhĩ Kỳ. Dân số thời điểm năm 2011 là 345 người.